# Фінн-Гоґен Кроґ
Фінн Гоґен Кроґ (6 вересня 1990 , Алта, Фіннмарк ) — норвезький лижник, дворазовий чемпіон світу, переможець етапів Кубка світу та володар Малого Кришталевого глобусу в заліку спринту сезону 2014—2015.

## Спортивна кар'єра
Дебют Фінна Кроґа в Кубку світу (спринт вільним стилем) відбувся 15 січня 2011 року на етапі в чеському місті Ліберець. Там він посів 21-ше місце. Першу перемогу на етапах Кубка Світу він здобув в естафеті 20 листопада 2011 року у норвезькому Шушеені.
У сезоні 2014—2015 здобув малий кришталевий глобус у заліку спринту.
В активі Фінна Кроґа 14 перемог на етапах Кубка Світу. У престижному турнірі Тур де Скі він здобув перемогу у спринті 1 січня 2013 року у швейцарському Валь-Мюстаїрі. У загальному заліку Тур де скі був 18-им.
Використовує лижі виробництва фірми Fischer.

## Результати за кар'єру
Усі результати наведено за даними Міжнародної федерації лижного спорту.

### Олімпійські ігри
| Рік  | Вік | 15 км індивідуальні пер. | 30 км скіатлон | 50 км мас-старт | Спринт | 4 × 10 км естафета | Командна першість спринт |
| ---- | --- | ------------------------ | -------------- | --------------- | ------ | ------------------ | ------------------------ |
| 2018 | 27  | 18                       | —              | —               | —      | —                  | —                        |

### Чемпіонати світу
- 3 медалі — (2 золоті, 1 бронзова)

| Рік  | Вік | 15 км індивідуальні пер. | 30 км скіатлон | 50 км мас-старт | Спринт | 4 × 10 км естафета | Командна першість спринт |
| ---- | --- | ------------------------ | -------------- | --------------- | ------ | ------------------ | ------------------------ |
| 2013 | 22  | 31                       | —              | —               | —      | —                  | —                        |
| 2015 | 24  | 5                        | —              | —               | —      | —                  | Золото                   |
| 2017 | 26  | —                        | Бронза         | —               | 4      | Золото             | —                        |
| 2019 | 28  | —                        | —              | —               | 12     | —                  | —                        |

#### Підсумкові місця в Кубку світу за роками
| Сезон | Вік | Місце в дисципліні | Місце в дисципліні | Місце в дисципліні | Місце в Скі Тур | Місце в Скі Тур | Місце в Скі Тур | Місце в Скі Тур   | Місце в Скі Тур |
| Сезон | Вік | Загалом            | Дистанція          | Спринт             | Nordic Opening  | Тур де Скі      | Скі Тур 2020    | Фінал Кубка світу | Скі Тур Канада  |
| ----- | --- | ------------------ | ------------------ | ------------------ | --------------- | --------------- | --------------- | ----------------- | --------------- |
| 2011  | 20  | 32                 | 48                 | 60                 | —               | —               | Н/Д             | 2                 | Н/Д             |
| 2012  | 21  | 87                 | 59                 | 56                 | 28              | —               | Н/Д             | —                 | Н/Д             |
| 2013  | 22  | 10                 | 31                 | 11                 | —               | —               | Н/Д             | 2                 | Н/Д             |
| 2014  | 23  | 21                 | 28                 | 16                 | 29              | НФ              | Н/Д             | 32                | Н/Д             |
| 2015  | 24  | 4                  | 18                 | 1                  | 2               | —               | Н/Д             | Н/Д               | Н/Д             |
| 2016  | 25  | 3                  | 4                  | 3                  | 3               | 2               | Н/Д             | Н/Д               | 9               |
| 2017  | 26  | 10                 | 17                 | 4                  | 8               | НФ              | Н/Д             | 70                | Н/Д             |
| 2018  | 27  | 32                 | 30                 | 36                 | 13              | НФ              | Н/Д             | —                 | Н/Д             |
| 2019  | 28  | 31                 | 46                 | 13                 | НФ              | 20              | Н/Д             | —                 | Н/Д             |
| 2020  | 29  | 28                 | 25                 | 38                 | —               | —               | 11              | Н/Д               | Н/Д             |
| 2021  | 30  | 85                 | —                  | 45                 | —               | —               | Н/Д             | Н/Д               | Н/Д             |

#### П'єдестали в особистих дисциплінах
- 8 перемог — (4 КС, 4 ЕКС)
- 28 п'єдесталів — (17 КС, 11 ЕКС)

| №  | Сезон   | Дата                 | Місце пров.             | Перегони                   | Рівень           | Місце |
| -- | ------- | -------------------- | ----------------------- | -------------------------- | ---------------- | ----- |
| 1  | 2010–11 | 20 березня 2011      | Фалун (Швеція)          | 15 км переслідування В     | Етап кубка світу | 1-ше  |
| 2  | 2010–11 | 16–20 березня 2011   | World Cup Final         | Заг. залік                 | Кубок світу      | 2-ге  |
| 3  | 2012–13 | 1 січня 2013         | Val Müstair (Швейцарія) | 1,4 км спринт В            | Етап кубка світу | 1-ше  |
| 4  | 2012–13 | 9 березня 2013       | Лахті (Фінляндія)       | 1,55 км спринт В           | Кубок світу      | 3-тє  |
| 5  | 2012–13 | 24 березня 2013      | Фалун (Швеція)          | 15 км переслідування В     | Етап кубка світу | 1-ше  |
| 6  | 2012–13 | 20–24 березня 2013   | World Cup Final         | Заг. залік                 | Кубок світу      | 2-ге  |
| 7  | 2014–15 | 5 грудня 2014        | Ліллегаммер (Норвегія)  | 1,5 км спринт В            | Етап Кубка світу | 3-тє  |
| 8  | 2014–15 | 6 грудня 2014        | Ліллегаммер (Норвегія)  | 10 км індивідуальні В      | Етап Кубка світу | 2-ге  |
| 9  | 2014–15 | 5–7 грудня 2014      | Nordic Opening          | Заг. залік                 | Кубок світу      | 2-ге  |
| 10 | 2014–15 | 14 грудня 2014       | Давос (Швейцарія)       | 1,3 км спринт В            | Кубок світу      | 1-ше  |
| 11 | 2014–15 | 21 грудня 2014       | Давос (Швейцарія)       | 1,3 км спринт В            | Кубок світу      | 3-тє  |
| 12 | 2014–15 | 14 лютого 2015       | Естерсунд (Швеція)      | 1,2 км спринт К            | Кубок світу      | 1-ше  |
| 13 | 2014–15 | 15 лютого 2015       | Естерсунд (Швеція)      | 15 км індивідуальні В      | Кубок світу      | 1-ше  |
| 14 | 2014–15 | 11 березня 2015      | Драммен (Норвегія)      | 1,3 км спринт К            | Кубок світу      | 3-тє  |
| 15 | 2015–16 | 27–29 листопада 2015 | Nordic Opening          | Заг. залік                 | Кубок світу      | 3-тє  |
| 16 | 2015–16 | 1 січня 2016         | Ленцергайде (Швейцарія) | 1,5 км спринт В            | Етап Кубка світу | 3-тє  |
| 17 | 2015–16 | 3 січня 2016         | Ленцергайде (Швейцарія) | 10 км переслідування В     | Етап Кубка світу | 3-тє  |
| 18 | 2015–16 | 8 січня 2016         | Добб'яко (Італія)       | 10 км індивідуальні В      | Етап кубка світу | 1-ше  |
| 19 | 2015–16 | 1–10 січня 2016      | Тур де Скі              | Заг. залік                 | Кубок світу      | 2-ге  |
| 20 | 2015–16 | 20 лютого 2016       | Лахті (Фінляндія)       | 1,6 км спринт В            | Кубок світу      | 2-ге  |
| 21 | 2015–16 | 21 лютого 2016       | Лахті (Фінляндія)       | 15 км + 15 км скіатлон К/В | Кубок світу      | 2-ге  |
| 22 | 2016–17 | 11 грудня 2016       | Давос (Швейцарія)       | 1,6 км спринт В            | Кубок світу      | 3-тє  |
| 23 | 2016–17 | 17 грудня 2016       | Ла-Клюза (Франція)      | 15 км мас-старт В          | Кубок світу      | 1-ше  |
| 24 | 2016–17 | 31 грудня 2016       | Val Müstair (Швейцарія) | 1,5 км спринт В            | Етап Кубка світу | 3-тє  |
| 25 | 2016–17 | 18 лютого 2017       | Отепяе (Естонія)        | 1,6 км спринт В            | Кубок світу      | 2-ге  |
| 26 | 2016–17 | 17 березня 2017      | Квебек (Канада)         | 1,5 км спринт В            | Етап Кубка світу | 2-ге  |
| 27 | 2018–19 | 9 лютого 2019        | Лахті (Фінляндія)       | 1,6 км спринт В            | Кубок світу      | 3-тє  |
| 28 | 2019–20 | 15 лютого 2020       | Естерсунд (Швеція)      | 15 км індивідуальні В      | Етап Кубка світу | 3-тє  |

#### П'єдестали в командних дисциплінах
- 6 перемог — (6 Ес)
- 8 п'єдесталів — (8 Ес)

| № | Сезон   | Дата              | Місце пров.            | Перегони                | Рівень      | Місце | Тов. по командіs            |
| - | ------- | ----------------- | ---------------------- | ----------------------- | ----------- | ----- | --------------------------- |
| 1 | 2011–12 | 20 листопада 2011 | Sjusjøen (Норвегія)    | Естафета 4 × 10 км К/В  | Кубок світу | 1-ше  | Rønning / Берґер / Нуртуґ   |
| 2 | 2013–14 | 8 грудня 2013     | Ліллегаммер (Норвегія) | Естафета 4 × 7,5 км К/В | Кубок світу | 2-ге  | Rønning / Єсперсен / Рете   |
| 3 | 2015–16 | 6 грудня 2015     | Ліллегаммер (Норвегія) | Естафета 4 × 7,5 км К/В | Кубок світу | 2-ге  | Nyenget / Rundgreen / Sveen |
| 4 | 2015–16 | 24 січня 2016     | Нове Место (Чехія)     | Естафета 4 × 7,5 км К/В | Кубок світу | 1-ше  | Рете / Сунбю / Rundgreen    |
| 5 | 2016–17 | 18 грудня 2016    | Ла-Клюза (Франція)     | Естафета 4 × 7,5 км К/В | Кубок світу | 1-ше  | Тенсет / Сунбю / Gløersen   |
| 6 | 2016–17 | 22 січня 2017     | Ульрісегамн (Швеція)   | Естафета 4 × 7,5 км К/В | Кубок світу | 1-ше  | Крюґер / Сунбю / Gløersen   |
| 7 | 2018–19 | 9 грудня 2018     | Beitostølen (Норвегія) | Естафета 4 × 7,5 км К/В | Кубок світу | 1-ше  | Іверсен / Сунбю / Рете      |
| 8 | 2019–20 | 8 грудня 2019     | Ліллегаммер (Норвегія) | Естафета 4 × 7,5 км К/В | Кубок світу | 3-тє  | Ґольберґ / Голунд / Рете    |